# Anopterus glandulosus
Anopterus glandulosus är en tvåhjärtbladig växtart som beskrevs av Jacques-Julien Houtou de La Billardière. Anopterus glandulosus ingår i släktet Anopterus och familjen Escalloniaceae. Inga underarter finns listade i Catalogue of Life.

## Bildgalleri

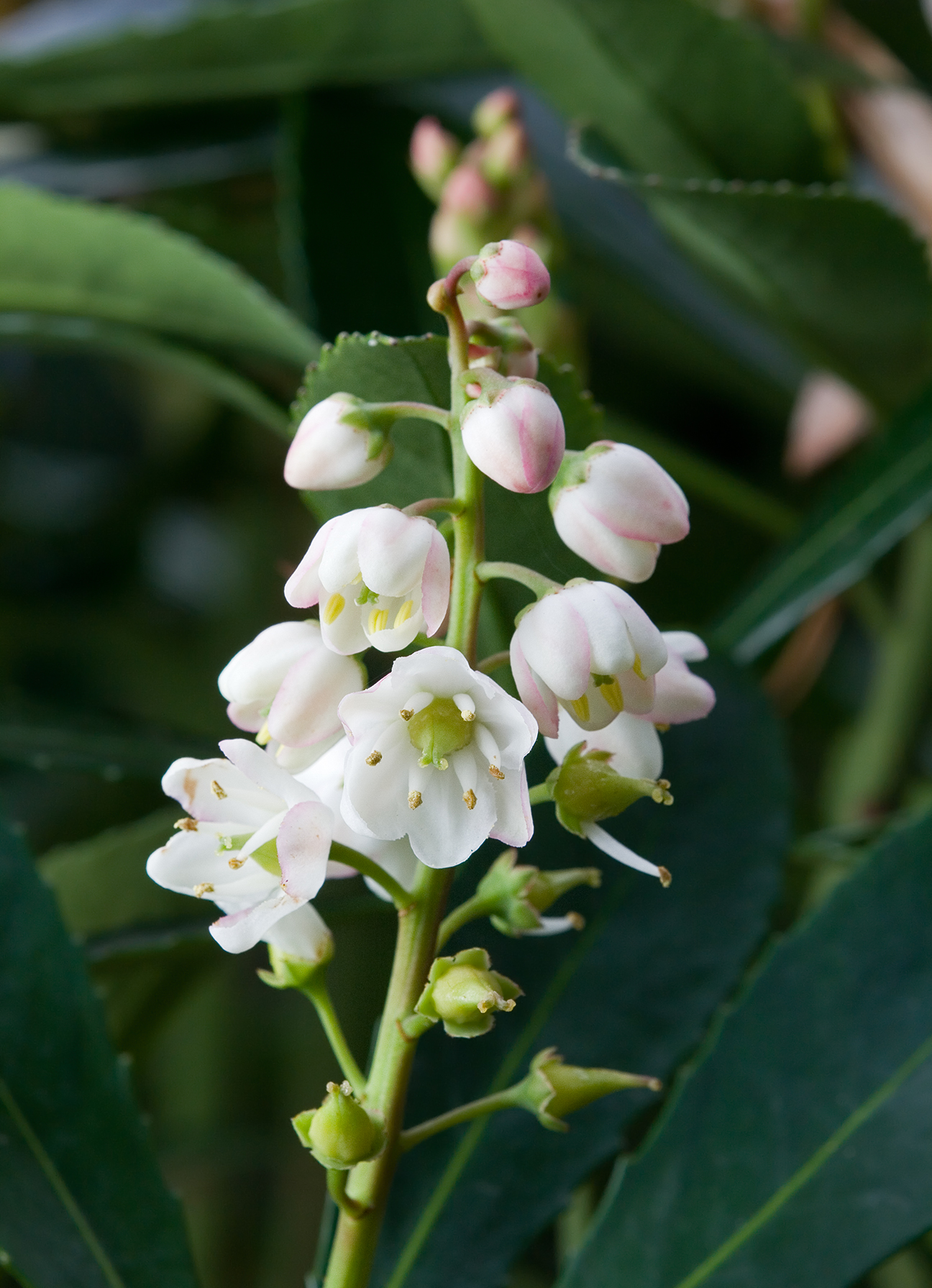